# Дуглас Танке
Дуглас Танке (порт. Douglas Tanque, 27 березня 1993, Санта-Крус-ду-Ріу-Парду, Бразилія) — бразильський футболіст, нападник клубу «Пасуш-де-Феррейра».

## Ігрова кар'єра
Вихованець юнацьких клубів футбольних команд «Гуарані» та «Корінтіанс».
14 листопада 2010 дебютував у дорослому футболі в складі «Гуарані» в домашній грі проти «Віторії».
4 травня 2011 року Дуглас переїхав до «Корінтіанс». 19 березня наступного року, він переїхав до клубу «Парана» на правах оренди строком на один рік.
18 квітня 2012 Танке забив свій перший гол на професійному рівні в Кубку Бразилії, 1 травня записав до свого активу хет-трик, правда це відбулось вже на рівні молодіжних складів команд.
18 серпня 2012 Дуглас на правах оренди переходить до клубу «Іпатінга». Згодом також на правах оренди він змінить послідовно три клуби «Гуаратінгета», «Пенаполенсе» та «Понте-Прета».
У 2015 Дуглас захищає кольори японського клубу «Зеспакусацу Гумма», ще через рік переїхав до мексиканської команди «Кафеталерос де Чіапас».
22 червня 2017 бразилець повернувся до Японії але цього разу до команди Джей-ліги 1 «Альбірекс Ніїгата». 10 січня сторони не подовжили контракт, а вже 5 лютого приєднався до тайського клубу «Поліс Теро».
5 липня 2018 Дуглас уклав контракт з португальським клубом «Пасуш-де-Феррейра». Наразі за португальську команду відіграв 53 гри та забив 20 голів.

## Досягнення
«Парана»
- Ліга Паранаенсе — 2012.

«Пасуш-де-Феррейра»
- Сегунда-Ліга — 2018–19.